# Macan
Macan, pseudonimo di Andrej Kirillovič Kosolapov (in russo Андрей Кириллович Косолапов?; Mosca, 6 gennaio 2002), è un cantante e rapper russo.

## Biografia
Nato nella capitale moscovita, Kosolapov ha frequentato la scuola di musica nonostante non fosse di suo interesse all'inizio. È poi entrato nell'Accademia presidenziale russa dell'economia nazionale e della pubblica amministrazione con l'intenzione di diventare avvocato; nel frattempo, ha esordito nel mercato musicale sotto lo pseudonimo di Macan con la pubblicazione di brani e cover tramite social come VK.
Il suo primo album in studio, intitolato 1000 km do mečty, è stato pubblicato nell'agosto 2019. Al disco ha fatto seguito l'LP 2002+18, uscito nel gennaio 2021.
Za vsech è stata la sua hit miglior posizionata all'interno della neonata Russia Songs, poiché ha raggiunto la 6ª posizione. Dopo una serie di brani inediti e collaborazioni, viene pubblicato il terzo LP 12 (2022), che l'ha reso l'interprete maschile più popolare dell'intero anno su VK Muzyka.
Asphalt 8, canzone uscita il 31 marzo 2023, ha scalato la Latvijas straumētāko singlu fino al vertice ed è stata la prima a ricevere il riconoscimento per gli oltre 100 milioni stream registrati sulla piattaforma musicale di VK nell'ottobre seguente. È stato candidato ai premi Viktorija per Samyj p'janyj okrug v mire ed è stato l'artista maschile più riprodotto dell'anno per un secondo anno di fila su VK Muzyka, dopo aver accumulato oltre un miliardo di ascolti in dodici mesi.
Nel luglio 2024 viene reso disponibile per il consumo il quarto disco in studio, dal titolo I Am; il progetto, promosso dall'omonima tournée musicale con date nelle principali arene nazionali, contiene Zanovo, candidato per un premio Viktorija. Macan è stato l'uomo più riprodotto dell'anno sia su VK Muzyka che su Yandex Music, mentre I Am è risultato l'LP più ascoltato sui due servizi musicali nello stesso arco di tempo.
È stato selezionato come artista d'apertura del concerto di Tyga alla CSKA Arena nel marzo 2025, a fianco di Jakone, tenutosi due mesi più tardi. Nell'aprile 2025 ha piazzato sette ingressi nella Top Internet Hits Russia Weekly Chart contemporaneamente; uno di essi, L (2025), si è posizionato 5º. Macan si è inoltre fermato sul podio della Top Internet Artists Russia Monthly Chart.
Il 14 luglio 2025 viene annunciato il suo quinto disco di inediti, dal titolo Bratland e in uscita quattro giorni dopo; è costituito esclusivamente da sedici duetti con esponenti dell'hip hop russo e ha replicato l'immediato successo di quello precedente. Tutte le tracce sono comparse nella top 40 nazionale; la più fortunata è stata Pust' Bog budet rjadom s tvoimi planami, collaborazione con Basta, posizionatasi al 2º posto. Zapreščaju zabyvat', duetto con Saluki, è stata l'unica traccia a comparire nella Latvijas straumētāko singlu. Bratland è inoltre il suo primo progetto a entrare la top 40 della Albumų Top 100 della AGATA e lo ha reso l'artista più popolare della Federazione Russa dell'intero mese secondo i dati Tophit.
Nel mese successivo si è tenuto un suo concerto presso la VTB Arena, a cui hanno assistito circa 40 000 spettatori, nell'ambito del suo I Am Tour.

## Stile musicale e influenze
Macan è noto per il suo hip hop laconico e minimalista, talvolta dalle sonorità pop, caratterizzato da un flow ispirato a Skriptonit e spesso accompagnato da basi trap. Affronta tematiche come la «ricchezza» e l'«amore», nonché religiose; nelle sue opere sono inoltre presenti valori conservatori e patrioti. Secondo alcuni critici, il suo stile è definibile come una sorta di «post-chanson per la generazione Z».

## Discografia

### Album in studio
- 2019 – 1000 km do mečty
- 2021 – 2002+18
- 2022 – 12
- 2024 – I Am
- 2025 – Bratland

### EP
- 2021 – Solo

### Singoli
- 2019 – Na menja
- 2019 – Veseljaščij gaz
- 2019 – P'janoe golosovoe
- 2019 – Shazam
- 2020 – V žizni tak byvaet (con Džozzi)
- 2020 – Kino
- 2020 – Se lja vi
- 2020 – 77
- 2020 – Hollywood
- 2021 – Stories
- 2021 – Fell in Love
- 2021 – Popolam (con Branya)
- 2021 – Bez nazvanija
- 2021 – Ona chočet byt' model'ju (con HammAli & Navai)
- 2022 – 20
- 2022 – Za vsech
- 2022 – MP3 (con Ramil')
- 2022 – Giri
- 2022 – Ostan'sja obrazom
- 2022 – Plač', no ne zvoni
- 2022 – Big City Life
- 2023 – Asphalt 8
- 2023 – IVL (con Scirena)
- 2023 – Samyj p'janyj okrug v mire
- 2023 – Pospešili (con Jakone)
- 2023 – Maj
- 2023 – Jug
- 2024 – Spoj (con A.V.G)
- 2024 – Maybe (con The Limba)
- 2024 – Brat
- 2024 – Po domam (con Ėldžej)
- 2025 – 2002 (con Jakone)
- 2025 – Spokojnoj noči (con Kiliana)
- 2025 – L
- 2025 – Priglašenie

## Tournée
- 2022 – Tur 2022
- 2024 – Tur 2024
- 2024/25 – I Am Tour